# Nándor Deák

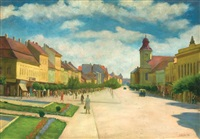
Promenade in Kolozsvár

Nándor Deák (auch Ferdínand Deák; geboren 1883 in Budapest, Österreich-Ungarn; gestorben 24. November 1947 in Cluj, Rumänien) war ein rumänisch-ungarischer Maler der Moderne.

## Leben
Von 1900 bis 1901 studierte er an der Hochschule für Bildende Künste in Budapest. Anschließend studierte er 1902 an der Malschule von Simon Hollósy in München. Ab 1905 lebte er in Kolozsvár und leitete dort von 1919 bis 1923 eine Malschule. Zwischen 1924 und 1925 hielt Deák sich in Nagybánya auf, wo er sich unter den Meistern der dortigen Künstlerkolonie formte. 1936 wurde er Einwohner der Kolonie. Von 1922 bis 1929 fanden Ausstellungen seiner Werke in Klausenburg statt, z. B. 1925 eine Personalschau im Journalistenclub Klausenburg. 1924 sowie 1939 partizipierte Deák an den, von der Künstlerkolonie organisierten Ausstellungen.

## Malstil
Nándor Deák entfernte sich zunehmend von der, unter Hollósy erlernten, akademischen Porträt- und Genremalerei und wandte sich der Pleinairmalerei zu, die in der Künstlerkolonie Baia Mare praktiziert wurde und dem Postimpressionismus nahestand. Diese Gemälde sind gekennzeichnet durch einen zarten Kolorit eines Alexander Ziffers und sanft eingesetzten Macchie, ähnlich dem von Ernö Tibors Gemälden der 20er Jahre. Weiterhin entstanden dekorativ wirkende und der deutschen expressionistischen Kunst ähnelnde Werke. Bevorzugte Sujets waren Landschaften, Marktplatzszenen, Porträts oder Akte, vornehmlich in Öl oder Pastell realisiert.

## Werke in Museen
- Muzeul de Artă Baia Mare